# Carlo Celano
Carlo Celano (Napoli, 26 febbraio 1625 – Napoli, 3 dicembre 1693) è stato un avvocato, letterato e religioso italiano, che diresse i lavori di restauro della chiesa di Santa Restituta e lasciò un accurato censimento dei monumenti di Napoli, aggiornato alla fine del Seicento.

## Biografia
Nacque nella capitale partenopea dal medico Salvatore e da Antonia Picaccia. Dal padre gli venne trasmessa la passione per l'arte, l'architettura e le testimonianze del passato, alimentata da passeggiate in lungo e in largo per la città e da escursioni nelle catacombe.
La sua formazione, oltre che nello studio paterno, si svolse presso i gesuiti e, quindi, all'università dove si laureò in diritto. Immediatamente dopo intraprese la professione forense e, al contempo, cominciò a scrivere componimenti letterari, sia in poesia che in prosa. Fu costretto ad abbandonare la carriera d'avvocato a causa di un incidente giudiziario e dei sospetti di un suo coinvolgimento nella rivolta di Masaniello, che lo condussero alla Vicarìa, il carcere di Napoli, da cui fu liberato solo dopo l'intervento di un influente amico.
Intorno al 1660 decise di prendere i voti religiosi e di entrare così nella congregazione delle missioni apostoliche di Napoli. Subito ricoprì incarichi di responsabilità e, poco dopo, l'arcivescovo Filomarino lo nominò canonico della cattedrale.
Intanto continuava a scrivere e pubblicare con lo pseudonimo di Ettore Calcolona, soprattutto commedie ispirate a modelli spagnoli (in particolare Lope de Vega e Calderòn de la Barca), che vennero anche rappresentate con ottimo successo di pubblico. Nella satira Degli avanzi delle Poste, in cui immagina di pubblicare missive mai recapitate e accumulate come avanzi nei depositi postali, manifestò un'aspra critica alle mode ed ai comportamenti sociali dell'epoca.
Il Celano fu poi un brillante animatore della vita culturale cittadina, frequentatore del pittore Luca Giordano ed ospite del salotto intellettuale dell'avvocato Francesco Valletta, nel quale incontrò lo storico Jean Mabillon, a cui fece da cicerone durante il suo tour e da cui viene ricordato come esperto conoscitore delle antichità cittadine.
Questa eclettica figura di umanista è poi ricordata anche per la sua attività a favore del restauro della chiesa di Santa Restituta, che si resero necessari a causa dei danni provocati dal terremoto del 5 giugno 1688. Verso la metà del 1689 il Celano, che già era impegnato nella raccolta dei fondi che avrebbero finanziato i lavori, venne scelto come componente di una commissione che si sarebbe occupata del recupero dell'edificio, anzi, gli venne affidata la direzione dei lavori. conclusisi con la riapertura del monumento avvenuta il 24 maggio del 1692.
Contemporaneamente veniva pubblicata la sua opera più importante, quella che gli avrebbe dato la fama: Le Notizie del bello, dell'antico e del curioso della città di Napoli, dedicata a Papa Innocenzo XII. Questo studio era stato scritto col principale obiettivo di accompagnare, in dieci itinerari, forestieri che visitavano la città. Una vera e propria guida, che è anche una monumentale ricerca storica descrivente minuziosamente il ricco patrimonio artistico, architettonico e culturale napoletano. Degna di nota, all'interno dell'opera, è l'attenzione che l'autore riserva agli edifici laici, considerati parte della ricchezza storico-artistica e architettonica della città al pari degli edifici sacri. La sua guida ebbe tale successo che, nel corso del Settecento, fu stampata tre volte e poi nuovamente nell'Ottocento, a cura di Giovanbattista Chiarini. Quest'ultima edizione, ristampata poi più volte (l'ultima nel 2000) ha spostato la paternità delle Notizie quasi più verso il Chiarini, che, di fatto si servì dell'opera celaniana come architettura per il suo proprio lavoro. Recentemente è stata redatta un'edizione critica della più sostanziosa ristampa settecentesca, quella del 1792, contenente anche tutte le aggiunte (ovvero gli aggiornamenti) delle altre due ristampe settecentesche, e che comprende anche le Notizie sulle reali ville (testo settecentesco aggiuntivo all'edizione 1792, dedicato alle fondazioni regie in epoca borbonica) a cura di Gianpasquale Greco.

## Opere
- Non è padre essendo Re
- Gli effetti della cortesia
- Dell'amare l'ardire
- La pietà trionfante
- La forza della fedeltà
- Degli avanzi delle Poste
- Corso Politico nei Ginnasi Delphici del Gran Alfonso Primo Re di questo nome in Napoli
- Lettere Spirituale e Morale in diversi soggetti
- Le Notizie del bello dell'antico e del curioso della città di Napoli, date dal canonico Carlo Celano
- Notitie del bello, dell'antico et del curiosa della città di Napoli : divise in diece giornate ..., Napoli, stamp. di G. Raillard, 1692.